# Chengguan (köpinghuvudort i Kina, Zhejiang Sheng, lat 30,55, long 120,08)
Chengguan är en köpinghuvudort i Kina. Den ligger i provinsen Zhejiang, i den östra delen av landet, omkring 34 kilometer norr om provinshuvudstaden Hangzhou. Antalet invånare är 66 097. Befolkningen består av 33 089 kvinnor och 33 008 män. Barn under 15 år utgör 16,0 %, vuxna 15-64 år 74 %, och äldre över 65 år 8,0 %.
Runt Chengguan är det mycket tätbefolkat, med 5 598 invånare per kvadratkilometer. Närmaste större samhälle är Liangzhu, 19,0 km söder om Chengguan. Trakten runt Chengguan består till största delen av jordbruksmark.
Genomsnittlig årsnederbörd är 1 869 millimeter. Den regnigaste månaden är juni, med i genomsnitt 328 mm nederbörd, och den torraste är november, med 74 mm nederbörd.